# Лауб, Фердинанд
Фердинанд Антонин Лауб (чеш. Ferdinand Antonin Laub, 19 января 1832, Прага, Австрийская империя — 17 марта 1875, Грис, Австро-Венгрия) — чешский и русский скрипач, композитор и педагог

## Биография
Фердинанд Лауб родился 19 января 1832 года в Праге, будучи первенцем (из четверых детей) в семье учителя музыки и скрипача, Франтишека(Франца)-Эрнеста Лауба (1794-1863), и его жены Йозефы (1797-1863). Игре на скрипке его учил отец. В возрасте 6 лет Фердинанд впервые выступил на частном концерте с вариациями Берио. В 8 лет дал своё первое публичное выступление, после чего неоднократно выступал в Чехии, Моравии и Австрии. На его выступлении в Праге присутствовал Мориц Мильднер, который заинтересовался Лаубом и согласился обучать его бесплатно. В 1843-1846 годах Лауб учился в Пражской консерватории у Мильднера.
В 1848 году, после Пражского восстания, вынужден был покинуть Чехию и поселился в Вене, где выступал в качестве солиста и брал уроки теории музыки и контрапункта у Симона Зехтера. В 1853-1855 годах руководил капеллой в Веймаре. Здесь Лауб много общался с Ференцем Листом и Бедржихом Сметаной. Один из биографов Лауба, Йозеф Зубатый отмечал:

Нет сомнения в том, что общение Лауба с Листом, с которым он, находясь в Веймаре, часто играл и который высоко ценил мастерство Лауба, должно было иметь большое влияние на развитие его артистического мышления и чувства, очень остро воспринимавшего всё значительное в музыке.

В Веймаре Лауб женился на певице Анне Марш. В 1856-1862 годах преподавал в консерватории и Новой академии музыки в Берлине, выступал в роли руководителя и «камерного виртуоза» капеллы, играл в трио и квартете, выступает на сольных концертах. С 1859 года Лауб постоянно гастролирует по всему миру. Он дал концерты во всех крупных городах Европы. Давал гастроли в России в 1859 и 1865 годах, его выступления вызвали фурор. В начале 1860-х Лауб много времени проводит в родной Чехии, принимает активное участие в её музыкальной жизни, был видным представителем чешского объединения представителей искусства «Умелецка беседа».
В 1866 году он в третий раз посетил Россию, где пользовался большой популярностью. 1 марта Лауб заключил договор о работе в Московском отделении Русского музыкального общества. Осенью по приглашению Николая Рубинштейна стал профессором Московской консерватории, где проработал до 1874 года по классам скрипки и оркестра. Среди его учеников — И. И. Котек, С. Барцевич, В. Ю. Виллуан, Е. Н. Вонсовская, С. И. Танеев. Руководил Московским квартетом РМО.
Летом 1874 года Лауб уехал лечиться в Карловы Вары, но лечение ему не помогло. Из-за этого он переехал в Южный Тироль и скончался в Грисе (ныне в составе города Больцано) 18 марта 1875 года. Был похоронен в Праге.

## Творчество
Игра Лауба отличалась техничностью и выразительностью. О нём положительно отзывались Александр Серов, Владимир Одоевский, Пётр Чайковский. Чайковский полагал, что в исполнении классических произведений с Лаубом во всём мире может соперничать лишь Йозеф Иоахим. Чайковский посвятил памяти Лауба 3-й Es-moll’ный квартет.
В сольный репертуар Лауба входили концерты Бетховена, Феликса Мендельсона, Луи Шпора, Анри Вьётана, сонаты и чакона Иоганна Себастьяна Баха, а также произведения Иоганнеса Брамса, Джузеппе Тартини, Николо Паганини и др.
Автор музыкальных сочинений, в том числе, Концерта ля минор для скрипки с оркестром, о котором благосклонно отзывался Чайковский (впервые исполнен в 1874), струнного квартета до-диез минор.
Сочинения для скрипки соло и в ансамбле с фортепиано: Elegie ор. 3, Quatre morceaux (Nocturne, Ballade, Romance, Saltarello) op. 4, Rondo scerzoso op. 6, Romance, Impromptu op. 7, Polonaise op. 8, Quatre morceaux (Canzonetta, Bonheur perdu, Romance sans paroles, Impromptu) op. 12, Drei Concert–Etuden op. 13, Trois morceaux op. 14, Этюд G dur (в редакции Г. Н. Дулова), Adagio, Holubice od Staňka, а также скрипичные транскрипции Первого струнного квартета Чайковского, каденции к концерту для скрипки Бетховена.
К вокальным сочинениям Лауба относятся песни на народные чешские тексты - op. 2 и op. 9.

## Отзывы[источникне указан 1658 дней]
Кто не слыхал Лауба в re-мольном квинтете Моцарта, тот не слыхал этого квинтета. Кто из музыкантов не знает наизусть той дивной поэмы, которая называется re-мольным квинтетом? Но как редко приходится слышать такое его исполнение, которое бы вполне удовлетворяло нашему художественному чувству.Владимир Фёдорович Одоевский
В Москве имеется такой квартетный исполнитель, на которого с завистью взирают все западноевропейские столицы...Пётр Ильич Чайковский
...я думал о том, что на этой же эстраде, ровно год тому назад в последний раз играл перед публикой другой скрипач, полный жизни и силы, во всём расцвете гениального таланта; что этот скрипач уже не предстанет ни перед какой человеческой публикой, что никого уже не приведёт в трепет восторга рука, извлекавшая звуки, столь сильные, мощные и вместе с тем нежные и ласкающие. Г. Лауб скончался всего на 43-м году жизни.Пётр Ильич Чайковский
Лауб играл с большим интеллектом и искренним, нежным, глубоко здоровым чувством. Вполне справедливо говорили музыканты, что у Лауба скрипка поёт — это не было безжизненное дерево, это был живой инструмент; скрипка была частью его существа, голосом его души.Станислав Хеллер